# Lindsey Doe
Lindsey Takara Doe, född 24 november 1981, är en amerikansk klinisk sexolog och sexualupplysare. Mellan 2013 och 2021 presenterade hon videobloggen Sexplanations på Youtube. Efter ett drygt års uppehåll återkom hon med Sexplanations i början av 2023.

## Biografi
Lindsey Doe växte upp i Mellanvästern. Hon studerade 2000 till 2005 vid University of Montana, där hon tog fil.dr.-examen i psykologi vid University of Montana, följt av en Master of science-examen relaterad till hälsa vid samma universitet. Hennes examensuppsats hade titen "Phenomenological claim of first sexual intercourse among individuals of varied levels of sexual self-disclosure".
Hon tog fil.dr.-examen efter ytterligare två års ytterligare studier vid Institute for Advanced Study of Human Sexuality i San Francisco. Därefter var hon länge aktiv som lärare vid University of Montana, parallellt med sina andra engagemang.
Sedan 2008 har Doe verkat som sexolog, först genom att öppna staden Missoulas första sexologiska klinik. 2015 hette hennes center för sexuell hälsa Birds and Bees LLC.
Mellan 2006 och 2014 var Doe gästprofessor vid University of Montana, där hon föreläste i ämnet mänsklig sexualitet. Efter 2014, när hon fått lämna tjänsten på grund av minskade budgetanslag, minskade antalet sökande till kursen till hälften. Tre år senare var kursen helt borttagen från universitetets kursutbud. Hösten 2014 genomförde hon ett antal gästföreläsningar om sexuell hälsa på olika högskoleinstitutioner runt om i USA.
Doe har uppfostrat tre barn – en femårig fosterson samt två tonåriga döttrar. Deras brist på sexualupplysning i skolan fick henne till att 2013 skapa videobloggen Sexplanations på Youtube.

### Sexplanations
I april 2013 beslöt Doe, i samarbete med entreprenören Hank Green, att skapa Youtube-kanalen Sexplanations med mänsklig sexualitet som ämne. Det första avsnittet presenterades i juli samma år. Tre månader senare hade videobloggen väckt uppmärksamhet, bland annat genom Does språkbruk med fraser som "biosex male" (biokönsman) och "biosex female" (biokönskvinna), som beskrivning av det vid födseln tilldelade könet. Dessutom inkluderade hon begreppet "allies" (allierade) i förkortningen LGBTIQQAA2.
Proportionen mellan inspelat och slutredigerat material är i storleksordningen 30:1. Gäster på kanalen har inkluderat Eden Atwood, Kate McCombs, Anthony Comstock, Jamison Green, Hannah Witton och Shan Boody. Programmets stående motto är "Stay curious!" (Fortsätt vara nyfiken!).
2015 ansåg The Daily Dot att Sexplanations var ett fenomen inte bara inom sexualupplysningen utan även i utbudet på Youtube.
I juni 2017 expanderade Doe Sexplanations-konceptet till en podcast med liknande innehåll, producerad i 94 avsnitt fram till våren 2020. Medan Youtube-vloggen producerats som 5-minutersavsnitt enligt modellen "fråga-svar", har podden presenterats som 45-minuters samtal med inbjudna gäster – ofta andra sexologer och Youtube-personligheter inom relaterade ämnen.
I november 2021 avslöjade Doe att hon skulle avsluta produktionen av nya avsnitt i december. Hon nämnde två huvudorsaker: att hon tyckte att avsnitten började upprepa sig; samt att hennes mentala hälsa hade börjat äventyras, efter nästan ett decennium av återkommande sexuella trakasserier och utskällningar via e-post och samtal till hennes privata mobiltelefon. Hennes nyfikna och icke-dömande attityd inkluderar acceptans av pornografi och prostitution, liksom klassning av pedofili som en av många parafilier.
29 december 2021 presenterades den 431:a videobloggen – i ämnet "Fingering" (användande av fingrar). Kanalen hade då 1 miljon följare och totalt 233 miljoner visningar. Ett drygt år senare började hon åter producera Sexplanations, efter ett "sabbatsår" bland annat som volontärarbetare i Sydösteuropa.